# IC 3334
IC 3334 — галактика типу dE () у сузір'ї Волосся Вероніки.
Цей об'єкт міститься в оригінальній редакції індексного каталогу.